# Ottagono Poveglia
L'ottagono Poveglia è un isolotto artificiale con superficie di 2870 m2 della laguna di Venezia parte della più vasta isola di Poveglia e del complesso sistema difensivo della laguna.

## Storia
L'isolotto a pianta ottagonale, da cui il nome, venne realizzato dalla Repubblica di Venezia come postazione per batterie d'artiglieria attorno al 1380, nel pieno della guerra di Chioggia, quando la minaccia rappresentata dalla flotta genovese impose a Venezia la necessità di sbarrare la via navigabile che, risalendo da Chioggia conduceva direttamente nel bacino San Marco. Venne dunque decretato lo sgombero del borgo di Poveglia, dove già sorgeva un castello, e costruito l'ottagono in posizione strategica davanti all'isola.
Tale batteria costituì il modello per la realizzazione degli altri ottagoni cinquecenteschi.
Secondo resoconti austriaci, nel 1900 era ancora dotato di 4 pezzi di artiglieria e 2 mortai con una guarnigione di 30 uomini. Durante la prima guerra mondiale l'Ottagono venne usato come deposito di fulmicotone e balistite per la Regia Marina.